# Vaidiki
Vaidiki är en indisk kast. Brahminerna i Andhra Pradesh anses för omkring 700 år sedan ha delats i två huvudgrupper: Niyogi och Vaidiki. 